# Forum Boarium
Forum Boarium (italiensk Foro Boario) var et kvægtorv, forum venalium, i antikkens Rom. Det lå på en forhøjning ved Tiberen mellem Kapitol, Palatinerhøjen og Aventinerhøjen. Stedet havde den oprindelig havn i Rom (Portus Tiberinus), og Forum Boarium var et handelscentrum.
Den første gladiatorkamp i Rom foregik i Forum Boarium i år 264 f.Kr. som en del af et aristokratisk begravelsesritual eller gravgave til den døde. Marcus og Decimus Junius Brutus Scaeva arrangerede en gladiatorkamp til ære for deres døde fader med tre par gladiatorer.
Stedet var også et religøst centrum, idet det husede Hercules Victors tempel, Portunus-templet (Fortuna Virilis- templet) og det store Herculesalter fra 500- eller 400-tallet f.Kr.